# Jon Santacana
Jon Santacana Maiztegui (San Sebastián, 1 de noviembre de 1980) es un deportista español que compite en esquí alpino adaptado.
Ganó nueve medallas en los Juegos Paralímpicos de Invierno entre los años 2002 y 2018. Consiguió diecisiete medallas en el Campeonato Mundial de Esquí Alpino Adaptado entre los años 2009 y 2017.

## Palmarés internacional
| Juegos Paralímpicos | Juegos Paralímpicos         | Juegos Paralímpicos | Juegos Paralímpicos            |
| Año                 | Lugar                       | Medalla             | Prueba                         |
| ------------------- | --------------------------- | ------------------- | ------------------------------ |
| 2002                | Salt Lake (Estados Unidos)  | Medalla de oro      | Eslalon gigante B3             |
| 2002                | Salt Lake (Estados Unidos)  | Medalla de bronce   | Descenso B1-3                  |
| 2002                | Salt Lake (Estados Unidos)  | Medalla de bronce   | Supergigante B1-3              |
| 2010                | Vancouver (Canadá)          | Medalla de oro      | Descenso (disc. visual)        |
| 2010                | Vancouver (Canadá)          | Medalla de plata    | Eslalon (disc. visual)         |
| 2010                | Vancouver (Canadá)          | Medalla de plata    | Eslalon gigante (disc. visual) |
| 2014                | Sochi (Rusia)               | Medalla de oro      | Descenso (disc. visual)        |
| 2014                | Sochi (Rusia)               | Medalla de plata    | Eslalon (disc. visual)         |
| 2018                | Pyeongchang (Corea del Sur) | Medalla de plata    | Supercombinada (disc. visual)  |
| Campeonato Mundial  |                             |                     |                                |
| Año                 | Lugar                       | Medalla             | Prueba                         |
| 2009                | Jeongseon (Corea del Sur)   | Medalla de oro      | Supercombinada (disc. visual)  |
| 2009                | Jeongseon (Corea del Sur)   | Medalla de plata    | Supergigante (disc. visual)    |
| 2009                | Jeongseon (Corea del Sur)   | Medalla de plata    | Descenso (disc. visual)        |
| 2011                | Sestriere (Italia)          | Medalla de oro      | Eslalon gigante (disc. visual) |
| 2011                | Sestriere (Italia)          | Medalla de oro      | Supergigante (disc. visual)    |
| 2011                | Sestriere (Italia)          | Medalla de oro      | Supercombinada (disc. visual)  |
| 2011                | Sestriere (Italia)          | Medalla de plata    | Descenso (disc. visual)        |
| 2011                | Sestriere (Italia)          | Medalla de plata    | Eslalon (disc. visual)         |
| 2013                | La Molina (España)          | Medalla de oro      | Descenso (disc. visual)        |
| 2013                | La Molina (España)          | Medalla de oro      | Eslalon gigante (disc. visual) |
| 2013                | La Molina (España)          | Medalla de oro      | Supergigante (disc. visual)    |
| 2015                | Panorama (Canadá)           | Medalla de plata    | Eslalon gigante (disc. visual) |
| 2015                | Panorama (Canadá)           | Medalla de bronce   | Eslalon (disc. visual)         |
| 2015                | Panorama (Canadá)           | Medalla de bronce   | Supercombinada (disc. visual)  |
| 2017                | Tarvisio (Italia)           | Medalla de plata    | Descenso (disc. visual)        |
| 2017                | Tarvisio (Italia)           | Medalla de plata    | Eslalon (disc. visual)         |
| 2017                | Tarvisio (Italia)           | Medalla de bronce   | Eslalon gigante (disc. visual) |